# Franz Dahlem

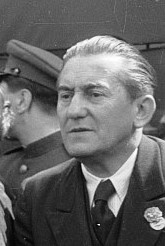
Franz Dahlem bei der Ersten-Mai-Demonstration, 1946

Franz Dahlem (* 14. Januar 1892 in Rohrbach; † 17. Dezember 1981 in Ost-Berlin) war ein deutscher Politiker von KPD und SED. Er war Mitglied des Preußischen Landtages und des Reichstages in der Weimarer Republik sowie der Volkskammer in der DDR. Dahlem war Mitglied des Politbüros des Zentralkomitees und Kaderchef der SED. Sein Partei-Pseudonym war Franz.

## Leben
Franz Dahlem entstammte einer bäuerlichen Familie aus dem nördlichen Lothringen, das bis 1871 zu Frankreich gehört hatte. Die Eltern sprachen Lothringer Platt, teilten die landesübliche Unzufriedenheit mit der aufgezwungenen Zugehörigkeit zu Deutschland und gaben einem ihrer Söhne den Namen „François“ nach dem populären französischen Rivalen des deutschen Kaisers Karl V. Der Vorname wurde standesamtlich in „Franz“ korrigiert. Dahlem absolvierte von 1911 bis 1913 in Saarbrücken eine Ausbildung als Exportkaufmann und war von 1914 bis 1918 Soldat im Ersten Weltkrieg. Er war in der katholischen Jugendbewegung aktiv, bevor er ab 1913 Mitglied der SPD und ab 1917 der USPD wurde. 1919 bis 1921 war er Redakteur der von ihm mitbegründeten USPD-Zeitung Sozialistische Republik und Stadtverordneter von Köln. 1919 heiratete er Käthe Weber (* 20. März 1899 in Berlin; † 25. Dezember 1974 in Ost-Berlin).
Seit 1920 war er Mitglied der VKPD/KPD, in deren Zentralkomitee er verschiedene Funktionen hatte, u. a. war er auch Lehrer an der Reichsparteischule der KPD „Rosa Luxemburg“. Von Anfang November 1930 bis Juli 1932 übernahm Dahlem die Funktion des Reichsleiters der Revolutionären Gewerkschafts-Opposition (RGO). 1921 bis 1924 war er Abgeordneter des Preußischen Landtages und 1928 bis 1933 des Reichstages. Dahlem nahm am 7. Februar 1933 an der illegalen Tagung des Zentralkomitees der KPD im Sporthaus Ziegenhals bei Berlin teil.

### Exil
1933 emigrierte Dahlem nach Paris (französischer Staatsbürger 1934–1943). Im Lutetia-Kreis (1935/36) wirkte er mit am Versuch, eine Volksfront gegen die Hitlerdiktatur zu schaffen. Er zählte zu den Unterzeichnern des Aufrufs an das deutsche Volk. In den folgenden Jahren arbeitete er illegal in Berlin und in Prag. Dahlem nahm 1935 an der Brüsseler Konferenz der KPD teil. 1936 wurde er aus Deutschland ausgebürgert. Von Ende 1936 bis Dezember 1937 war er Leiter der Zentralen Politischen Kommission der Internationalen Brigaden in Spanien.
Von 1933 bis 1943 war Dahlem Kandidat des Exekutivkomitees der Kommunistischen Internationale und von Februar 1937 bis 1939 Mitglied des Sekretariats des Zentralkomitees (der KPD-Auslandsleitung) in Paris, die er ab Juli 1938 gemeinsam mit Paul Merker leitete.
Von 1939 bis 1942 wurde Dahlem in Le Vernet in Frankreich interniert, von dort in das Geheimgefängnis Castres gebracht und dann an die Gestapo übergeben. Die Jahre bis 1945 im KZ Mauthausen überlebte er nur dank der Solidarität ehemaliger Spanienkämpfer zahlreicher Nationen. In Großbritannien hatten im Frühjahr 1942 350 Personen, davon 98 Parlamentsabgeordnete und 40 Mitglieder des Oberhauses, eine Petition für die Freilassung von Franz Dahlem, Luigi Longo und anderen in Castres inhaftieren Gegnern der Nationalsozialisten unterzeichnet.

### Rückkehr
Nach dem Krieg war Dahlem Abgeordneter der Volkskammer und im Zentralkomitee und Politbüro des Zentralkomitees der SED aktiv, u. a. als Leiter der Abteilung Kader und Organisation und des Büros für „Parteiaufklärung“. Als stellvertretender Leiter der Sonderkommission für die Aufstellung von Verteidigungskräften war er maßgeblich an der Aufrüstung der DDR beteiligt.
Dahlem galt innerhalb der SED als Rivale von Ulbricht. 1953 wurde im Zusammenhang mit dem Slánský-Prozess in Prag eine Untersuchung durch die Zentrale Parteikontrollkommission wegen seiner Kontakte zu Noel H. Field durchgeführt, in deren Ergebnis er als „Zionist“ aus dem ZK der SED ausgeschlossen, von allen Partei- und Staatsfunktionen entbunden und verhaftet wurde. Der bereits geplante Schauprozess, in dem er u. a. gemeinsam mit Paul Merker angeklagt werden sollte, fand dann jedoch nicht statt; nach dem Tode Stalins wurden alle Anschuldigungen als „zionistischer Agent“ sofort fallengelassen. 1956 wurde er politisch rehabilitiert.
Ab 1955 arbeitete er im Ministerium für Hochschulwesen, seit 1957 als stellvertretender Minister. Im selben Jahr wurde er kooptiertes Mitglied des ZK der SED und des Forschungsrates der DDR und 1963 auch wieder Abgeordneter der Volkskammer. Außerdem war er seit 1964 Präsident der Deutsch-Französischen Gesellschaft der DDR und Präsidiumsmitglied des Komitees der Antifaschistischen Widerstandskämpfer.

## Ehrungen

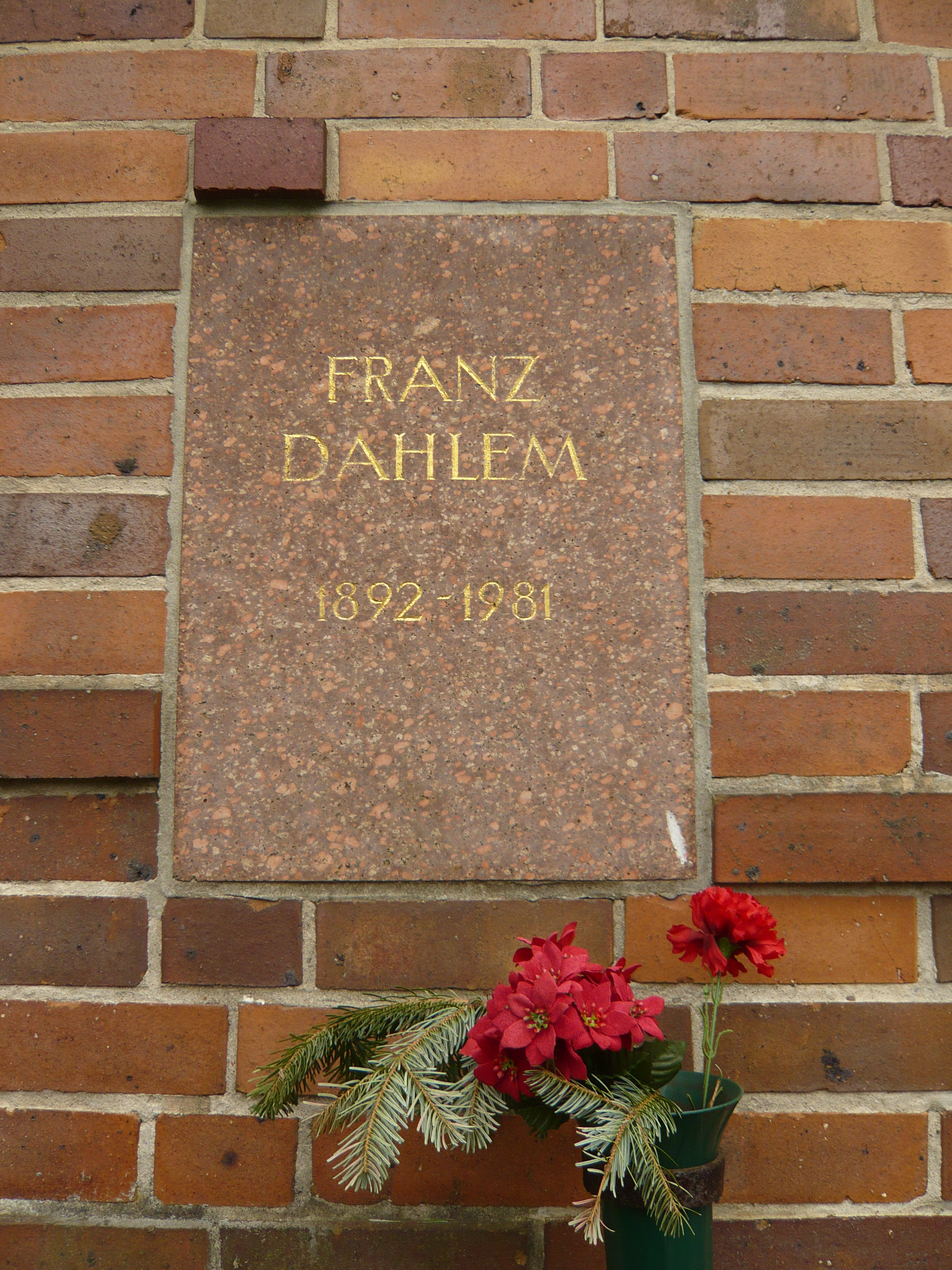
Grabstätte von Franz Dahlem

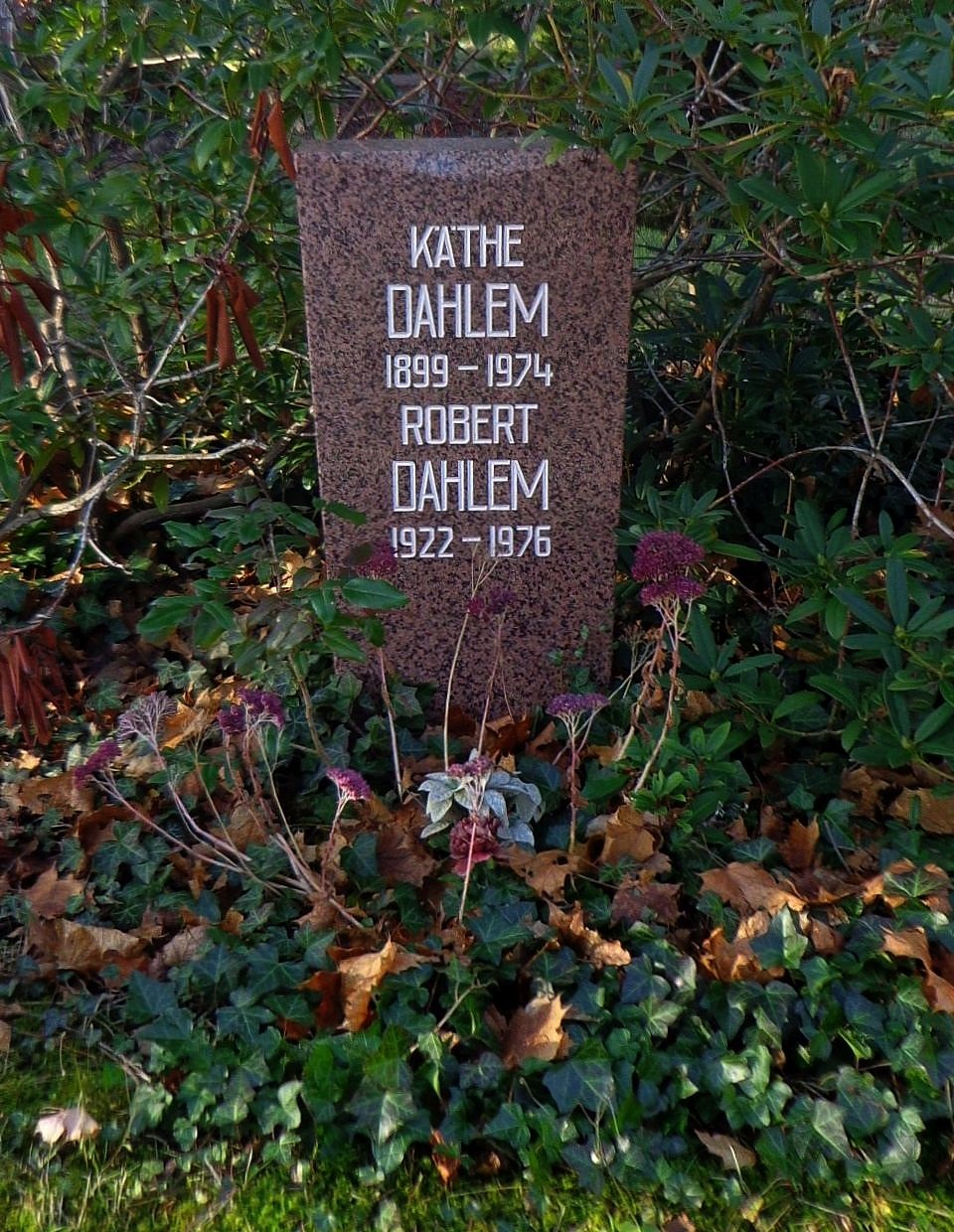
Grabstätte von Käthe und Robert Dahlem

Dahlem erhielt zahlreiche Auszeichnungen, u. a. 1956 die Hans-Beimler-Medaille, 1962 die Artur-Becker-Medaille und den Karl-Marx-Orden, 1964 den Vaterländischen Verdienstorden (VVO) in Gold, 1967 die Ehrenspange zum VVO in Gold, 1965 und 1972 die Verdienstmedaille der NVA, 1970 den Stern der Völkerfreundschaft und 1977 den Großen Stern der Völkerfreundschaft. 1970 wurde er Ehrenbürger der Stadt Ivry-sur-Seine. 1984–1993 gab es in Berlin-Prenzlauer Berg die Franz-Dahlem-Straße.
Seine Urne ist in der Gedenkstätte der Sozialisten auf dem Zentralfriedhof Friedrichsfelde in Berlin-Lichtenberg beigesetzt, die Urnen seiner Ehefrau und seines Sohnes Robert in der benachbarten Gräberanlage Pergolenweg.

## Familie
Franz Dahlem heiratete am 20. März 1919 die spätere KPD-Funktionärin Käthe Weber. Aus der Ehe gingen zwei Kinder hervor. Die Tochter Luise Dahlem (1919–1957) war bis zur Scheidung 1953 oder 1955 mit dem KPD- bzw. SED-Funktionär Karl Mewis verheiratet. Der Sohn Robert Dahlem wurde durch seine Rolle beim Aufstand vom 17. Juni 1953 in Rostock bekannt.

## Darstellung in der bildenden Kunst der DDR
- Doris Kahane: Franz Dahlem (Tafelbild, Öl, 1971)[11]
- Die Deutsche Post der DDR gab 1983 zu seinen Ehren eine Sondermarke in der Serie Persönlichkeiten der deutschen Arbeiterbewegung heraus.

## Werke
- Franz.: Die revolutionäre Organisation in Deutschland: Formen und Methoden der illegalen Massenarbeit. Prometheus-Verlag, Straßburg 1935.
- (Walter Ulbricht; Franz Dahlem): Unser Kampf. Josef Altrichter, Prag 1936…
- Parteiaufbau und Massenarbeit. Rede auf der Brüsseler Konferenz der KPD (Oktober 1935). Verlagsgenossenschaft Ausländischer Arbeiter in der UdSSR, Moskau 1936.
- Franz Dahlem; Karl Raddatz: Die Aufgaben der VVN. 2 Referate, gehalten auf der Zonendelegierten Konferenz am 22./23. Februar 1947 in Berlin. Berlin 1947.
- Weg und Ziel des antifaschistischen Kampfes. Ausgewählte. Reden und Aufsätze. VVN-Verlag, Berlin 1952.
- Zum Problem der nationalen Souveränität und der nationalen Verteidigung gegenüber den imperialistischen Kriegsaggressoren. Rede auf der Zentralvorstandsitzung der VVN am 14. Mai 1952. Generalsekretariat der VVN, Berlin 1952.
- Der Ruhrkampf 1923. (Lektion, gehalten am 28. Januar 1953).  Hrsg. vom ZK der SED, Abt. Propaganda. Dietz Verlag, Berlin 1953. dnb.de/bookviewer
- Der Freiheitskampf des spanischen Volkes. Vortrag gehalten im Parteikabinett der Bezirksleitung Berlin der SED. Aufbau Verlag, Berlin 1953.
- Am Vorabend des Zweiten Weltkrieges. Erinnerungen. 2 Bände. Dietz, Berlin 1977.
- Bildungspolitik erlebt und mitgestaltet. Akademie Verlag, Berlin 1980.
- Ausgewählte Reden und Aufsätze. 1919–1979. Zur Geschichte der Arbeiterbewegung. Dietz Verlag, Berlin 1980.
- Jugendjahre. Vom katholischen Arbeiterjungen zum proletarischen Revolutionär. Dietz, Berlin 1982
- Drei Reden. Genossen Franz Dahlem anläßl. seiner 60jähr. Parteimitgliedschaft im Dez. 1973 gewidmet. Parteiorganisation der SED im Ministerium für Hoch- und Fachschulwesen. Berlin 1973.